# Міра Лобе
Міра Лобе (нім. Mira Lobe, Hilde Mirjam Rosentha 1913—1995) — дитяча австрійська письменниця й ілюстраторка, авторка понад сто книг.

## Життєпис
Міра Лобе народилася 17 вересня 1913 року в місті Герліц (Сілезія, Німеччина) в єврейській сім'ї. ЇЇ батьком керував хором в синагозі й водночас був органістом у протестантській церкві. Ще в школі Міра любила писати й мріяла стати журналісткою, а після закінчення хотіла вивчати історію мистецтва та німецьку мову та літературу, але не змогла вчитися через складну політичну ситуацію в Німеччині 30-х років ХХ століття. Вивчала іврит. Після закінчення школи текстилю й моди в Берліні, в 1936 році Міра емігрувала в Палестину. У 1940 році вийшла заміж за Фрідріха Лобе, німецького актора й режисера. У шлюбі народилося двоє дітей: дочка й син. В 1951 році родина переїхала до Відня, а в 1957 до Берліна.

## Творчість
Перша дитяча книга «Інсу-Пу, острів загублених дітей» вийшла в 1948 році в Тель-Авіві. «Туті в джунглях» (1958) . «Я — це я» (1972)
Книги «Інсу-Пу, острів загублених дітей», «Бабуся на яблуні», «Туті в джунглях» відзначені Державною премією Австрії в області дитячої та юнацької літератури. У СРСР Міра Лобе біла відома за своєю книгою «Бабуся на яблуні» (1965). За своє життя письменниця написала понад сто книг. В основному це твори для дітей і підлітків.міра Лобе не лише писала, а й ілюструвала не лише свої книги, а й твори інших авторів. Найпопулярнішою книгою стала «Я — це я». Твори Міри Лобе перекладені на іврит та інші мови світу. Основною перекладачкою книг письменниці на іврит була Яміма Черновіц-Авідар.
Стиль письменниці відрізняють гумор і гра слів. На думку письменниці література допомагає дітям знайти життєве покликання.

## Вшанування письменниці
У Відні іменем письменниці названа алея. У Північній Німеччині спеціальна школа для дітей з обмеженими можливостями має ім'я Міри Лобе. Щорічно у Відні відбуваються симпозіуми та виставки, присвяченні австрійській дитячій письменниці. В Австрії є премія Міри Лобе, яку присуджують щорічно за кращу дитячу книгу.